# Dmitrij Ajbušev
Dmitrij Ajbušev (in russo Дмитрий Айбушев?; 6 dicembre 1976) è uno schermidore russo, specializzato nella sciabola.

## Biografia
Nei campionati europei di scherma ha conquistato una medaglia d'oro a Zalaegerszeg nel 2005 nella gara di sciabola a squadre.

## Palmarès
In carriera ha conseguito i seguenti risultati:
- Europei

Zalaegerszeg 2005: oro nella sciabola a squadre.